# Josephine Chukwunonye
Josephine Chiwendu Chukwunonye (* 19. März 1992 in Anambra, Nassarawa, Nigeria) ist eine nigerianische Fußballspielerin.

## Karriere
Chukwunonye startete ihre Karriere in der Jugend der Rivers Angels und wurde 2008 ins Profiteam befördert. Sie gewann 2010 mit ihrem Verein das Double, bestehend aus Women Professional Football League und Federations Cup. Den Titel in der Liga konnte sie mit ihrem Verein nicht verteidigen, schaffte aber bis 2013 dreimal in Folge den Sieg im Federations Cup. 2014 gelang Chukwunonye mit den Rivers Angels abermals das Double. Nach der Weltmeisterschaft 2015 wechselte sie gemeinsam mit ihrer Landsfrau Ngozi Okobi zum NWSL-Teilnehmer Washington Spirit.

### International
Chuwunonye vertrat ihr Heimatland Nigeria an drei Weltmeisterschaften, der  U-17-WM 2008 in Neuseeland, der Senioren-WM 2011 in Deutschland und der U-20-WM 2012 in Japan.

## Erfolge
- Federations Cup: 2010, 2011, 2012, 2013, 2014
- Women Professional Football League: 2010, 2014
- Afrikameisterschaft: 2010, 2014